# North Kesteven
North Kesteven este un district ne-metropolitan situat în Regatul Unit, în comitatul Lincolnshire din regiunea East Midlands, Anglia.

## Vedeți și
- Listă de orașe din Regatul Unit